# Chemin de croix
Chemin de croix è un film del 2008 diretto da Cyril Legann.

## Trama
Jonathan, sedicenne che vive in un banlieue con il padre e la matrigna, vive un periodo difficile e unico conforto lo trova nell'amicizia con il prete della parrocchia locale. Per fare una ripicca al padre, Jonathan gli ruba dei soldi e si reca con il suo migliore amico Steve nella capitale dove i due sperano di godere dei piaceri proibiti. Qui i due si rifugiano in un'abitazione dove passano la notte fumando cannabis.
Quando Steve se ne va via, Jonathan, intontito dai fumi della droga, si addormenta e al suo risveglio si ritrova imbavagliato e legato. "Shooter", un delinquente ricercato dalla polizia, ha deciso infatti di tenerlo come ostaggio. Approfittando di una sua assenza momentanea, Jonathan cerca di scappare senza però riuscirci. Di fronte allo stato allarmante in cui versa l'adolescente, il delinquente è preso dalla compassione. Tra i due inizia così una relazione ambigua. Al termine di questa esperienza sconvolgente, Jonathan decide di entrare in un collegio religioso per diventare sacerdote.